# Sierra de la Plata

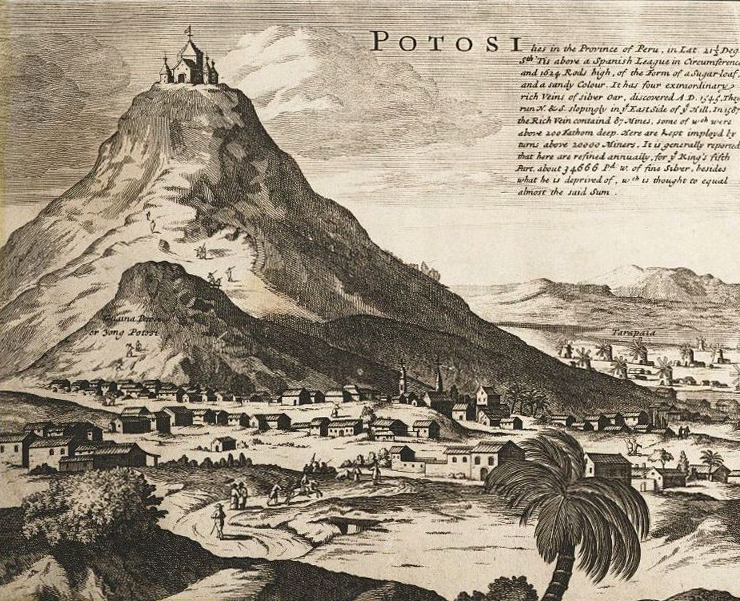
Cerro Rico tel que représenté en 1715, origine possible du mythe de la Sierra de la Plata.

La Sierra de la Plata (terme espagnol voulant dire montagne de l'argent en français) est un trésor légendaire d'argent que l'on situerait en Amérique du Sud.

## La légende
La légende voudrait que le naufrage d'un navire espagnol (parti en expédition au Pérou) eut lieu au large de l'Île de Santa Catarina, au Brésil actuel, 18 hommes sont alors naufragés. L'un d'entre eux, Alexio Garcia, se lie d'amitié avec un peuple local, qui va lui dévoiler l’existence d'une montagne qui abriterait en son cœur des tonnes de métaux précieux. Garcia va donc abandonner son expédition et partir avec ses hommes et quelques indigènes à la recherche de cette montagne qu'il appelle déjà la Sierra de la Plata. Ils atteignent finalement l'Altiplano au cœur de la Cordillère des Andes, où ils vont faire la rencontre du chef de la montagne, "le roi blanc", dont le trône immense serait entièrement recouvert d'argent. Les hommes prennent alors quelques pièces de grande valeur, et repartent vers la côte brésilienne. Mais, sur la route, l'expédition est massacrée par un peuple rival. Seuls quelques indigènes arrivent à survivre en s’enfuyant dans les forêts tropicales. Ils arrivent à rentrer chez eux et racontent l'histoire avec pour preuve les pièces qu'ils ont rapportées.

## Historique
Tôt au XVIe siècle, l'estuaire du Rio Uruguay et du Rio Paraná fut nommé Rio de la Plata (rivière d'argent) par les Espagnols car ils crurent que la rivière menait à la Sierra de la Plata.
Bien qu'il n'y ait jamais eu de preuve de l'existence réelle de cette montagne, la région concernée fut en effet riche en mines d'argent.
Le nom de l'Argentine fut directement inspiré par cet épisode de l'histoire, argentine étant dérivé du mot latin argentum (signifiant argent en français).